# Championnat d'Irlande du Nord féminin de football 2017
 (décembre 2016).
Si vous disposez d'ouvrages ou d'articles de référence ou si vous connaissez des sites web de qualité traitant du thème abordé ici, merci de compléter l'article en donnant les références utiles à sa vérifiabilité et en les liant à la section « Notes et références ».
Navigation
Édition précédente Édition suivante
La saison 2017 du Championnat d'Irlande du Nord de football féminin Women's Premier League  est la quatorzième saison du championnat. Linfield Ladies vainqueur de l’édition précédente remet son titre en jeu.
le club de Mid-ulster Ladies, malgré sa victoire en barrage au terme de la saison 2016 ne dispute pas le championnat. Il joue en deuxième division en 2017. Le club n'ayant pas été remplacé, le championnat ne compte cette année que 7 équipes.
Linfield Ladies Football Club remporte son deuxième titre consécutivement. Le podium est complété par Sion Swift qui s'empare de la deuxième place lors de la dernière journée et Newry City Ladies.
Ballymena United Allstars Termine à la dernière place en ayant perdu tous ses matchs. Le club est relégué en deuxième division.

## Les 7 clubs participants
| \| Belfast: · Glentoran · Crusaders · Linfield · Cliftonville Newry City Ladies Ballymena United Allstars Sion Swifts Ladies \| Localisation des clubs engagés dans le championnat. |
| Belfast: · Glentoran · Crusaders · Linfield · Cliftonville Newry City Ladies Ballymena United Allstars Sion Swifts Ladies                                                           |

Ce tableau présente les sept équipes qualifiées pour disputer le championnat. 
| Club                                                  | Stade                                 | Capacité | Ville     |
| ----------------------------------------------------- | ------------------------------------- | -------- | --------- |
| Ballymena United Allstars Football Club               | The Showgrounds                       | -        | Ballymena |
| Cliftonville Ladies Football Club                     | -                                     | -        | Belfast   |
| Crusaders Newtownabbey Strikers Women’s Football Club | Seaview                               | 3 383    | Belfast   |
| Newry City Ladies Football Club                       | -                                     | -        | Newry     |
| Glentoran Belfast United                              | Billy Neill Playing Field (Terrain 2) | -        | Belfast   |
| Linfield Ladies Football Club                         | Billy Neill Playing Field (Terrain 1) | -        | Belfast   |
| Sion Swifts Ladies And Girls Football Club            | -                                     | -        | Strabane  |

## La compétition

### Classement
| Rang | Équipe                          | Pts | J  | G | N | P  | Bp | Bc | Diff |
| ---- | ------------------------------- | --- | -- | - | - | -- | -- | -- | ---- |
| 1    | Linfield Ladies T               | 29  | 12 | 9 | 2 | 1  | 51 | 10 | +41  |
| 2    | Sion Swifts Ladies C            | 26  | 12 | 8 | 2 | 2  | 49 | 25 | +24  |
| 3    | Newry City Ladies               | 25  | 12 | 8 | 1 | 3  | 51 | 20 | +31  |
| 4    | Glentoran Belfast United        | 16  | 12 | 5 | 1 | 6  | 36 | 25 | +11  |
| 5    | Cliftonville Ladies             | 13  | 12 | 4 | 1 | 7  | 22 | 59 | -37  |
| 6    | Crusaders Newtownabbey Strikers | 12  | 12 | 3 | 3 | 6  | 17 | 23 | -6   |
| 7    | Ballymena United Allstars P     | 0   | 12 | 0 | 0 | 12 | 4  | 68 | -64  |

| Légende : Qualifications et relégations | Légende : Qualifications et relégations                                                                                    |
| --------------------------------------- | --- |
|                                         | Ligue des champions féminine de l'UEFA 2018-2019                                                                           |
|                                         | Relégation |
|                                         | T : Tenant du titre P : Promu C : Vainqueur de la Coupe d'Irlande du Nord 2017 CL : Vainqueur de la Coupe de la Ligue 2017 |

### Résultats
| Résultats (▼dom., ►ext.)                                   | BAL  | CFT  | CRU | GBU | LIN | NCL | SIO |
| Ballymena United Allstars                                  |      | 1-2  | 0-4 | 0-7 | 1-5 | 0-4 |     |
| Cliftonville Ladies                                        | 3-1  |      | 3-2 | 3-3 | 0-7 | 0-4 | 2-4 |
| Crusaders Newtownabbey Strikers                            | 3-0  | 3-0  |     | 0-3 | 0-0 | 2-4 | 0-4 |
| Glentoran Belfast United                                   | 6-0  | 3-4  | 3-1 |     | 1-3 | 1-4 | 2-3 |
| Linfield Ladies                                            | 10-0 | 8-2  | 1-1 | 3-1 |     | 4-1 | 5-2 |
| Newry City Ladies                                          | 10-1 | 12-1 | 4-0 | 0-3 | 2-1 |     | 3-4 |
| Sion Swifts Ladies                                         | 10-0 | 11-2 | 1-1 | 4-3 | 0-5 | 2-2 |     |
| - Victoire à domicile - Match nul - Victoire à l'extérieur |      |      |     |     |     |     |     |

## Bilan de la saison
| Championnat d'Irlande du Nord féminin de football 2017        |                                            |
| Champion                                                      | Linfield Ladies Football Club (2e titre)   |
| Dauphin                                                       | Sion Swifts                                |
| Coupes et trophées                                            |                                            |
| Vainqueur de la Coupe d'Irlande du Nord 2017                  | Sion Swifts Ladies And Girls Football Club |
| Qualifications continentales                                  |                                            |
| Ligue des champions féminine de l'UEFA 2018-2019              | Linfield Ladies Football Club              |
| Promotions et relégations                                     |                                            |
| Promus en Championnat d'Irlande du Nord féminin de football   | Derry City Ladies                          |
| Relégués en Championnat d'Irlande du Nord féminin de football | Ballymena United Allstars                  |